# 零翼战机
《零翼战机》是一款1989年卷轴射击街机游戏，游戏由東亞企劃开发，太東发行。玩家将扮演一个孤胆英雄，将宇宙从邪恶势力中拯救出来。
游戏曾在街机平台取得了一定的成功，其后又由東亞企劃移植于Mega Drive并于1991年5月31日在日本发售，而在次年则由世嘉在欧洲发售。随后Naxat Soft将其制于PC Engine CD-ROM，并仅于1992年9月18日在日本发售。
歐洲版Mega Drive复刻版中，一句翻译糟糕的序言“All your base are belong to us”在网络中爆红。

## 操作
与其他卷轴射击游戏相似，游戏的目的是击毁出现在屏幕上的所有敌人，同时还要躲开敌人的炮火、避免和敌人撞击或进入屏幕最前方。游戏有关卡头目和最终头目，当遇到它们时，玩家将会停留直至将它们击败。游戏设有八个关卡——Natols，Legrous，Pleades，Aquese，海底隧道，路障区，白龙和Gerbarra——每关需要玩几分钟，而风格和敌人各有不同。
玩家将控制“ZIG”星级战斗机，有可通过多种方式攻击。

## 移植
在电子游乐场和游戏中心取得相当的成功后，Naxat Soft独家在日本移植游戏到PC Engine CD-ROM上，而世嘉则在1991年将游戏移植到日本和欧洲的Mega Drive上。由于威廉姆斯电子发布了街机版《零翼战机》，所以游戏从未在北美发布。而因为地区保护，欧洲版本的Mega Drive游戏无法在北美游戏机上运行。
在Mega Drive版本中，東亞企劃为拓充游戏剧情而加入了序章动画。该开场动画是由世嘉欧洲从日版翻译过来的，而翻译不善（称为Engrish现象）导致了“Somebody set up us the bomb”“All your base are belong to us”和“You have no chance to survive make your time”的对话出现。不过该序章在街机版和PC Engine CD-ROM版中都没出现，而代之的是不同序言和蓝色窗口的ZIG。

## 评价
Mega Drive版没有在北美發售，直至2020年才由獨立發行商Retro-Bit在北美發行（取得由持有東亞企劃著作權的日本TATSUJIN公司授權），並於2022年7月1日收錄於任天堂Switch Online（需要擴充包）。
GameTrailers主要因为Mega Drive版《零翼战机》的劣质翻译而将其列为“十大最好与最差游戏”中的第七糟糕游戏。而ScrewAttack随后的评论则表示游戏还“不坏”，它称赞游戏的音乐中有着“你所听过最好的16位摇滚音乐”。怀旧评论的网站HonestGamers在打出平淡的4/10分前评论道“游戏考虑到了各个方面。它很有趣，因为这种游戏并不多”。

## “All your base are belong to us”

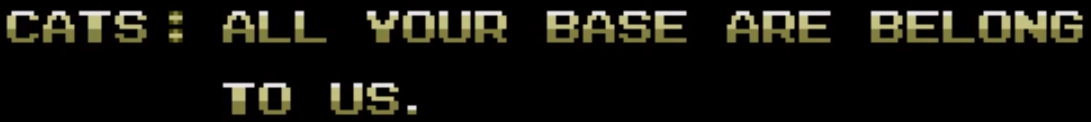
Mega Drive版《零翼战机》一句粗劣翻译——“All your base are belong to us”——的屏幕截图

在1999年，《零翼战机》的序章被重新注意，最后“All your base are belong to us”在网络上爆红。